# Christopher Soghoian
Christopher Soghoian, né à San Francisco en 1981, est un chercheur en sécurité informatique. Il milite en faveur de la protection de la vie privée sur les réseaux informatiques.

## Biographie
Christopher Soghoian naît à San Francisco en 1981 et grandit à Londres. Il est le fils d'un ingénieur logiciel américain et d'une travailleuse sociale franco-britannique,. Son père lui transmet le goût de l'informatique,.
Lorsque sa famille retourne aux États-Unis, il étudie à l'université James Madison et s'intéresse à la sécurité informatique. En 2006, alors qu'il est étudiant à l'université de l'Indiana, il crée un site web permettant de produire des fausses cartes d'embarquement et mettant en évidence des failles déjà connues des systèmes électroniques de sécurité,. Il parvient à attirer l'attention des médias sur la question. La Transportation Security Administration (TSA) ouvre une enquête et ses ordinateurs sont provisoirement saisis par le Federal Bureau of Investigation (FBI). Par la suite, Christopher Soghoian s'intéresse également aux aspects juridiques soulevés par les questions de sécurité informatique. Il soutient sa thèse et obtient son doctorat en juillet 2012.
Soghoian effectue un stage chez Google en 2006. Par la suite il milite pour que la firme adopte le chiffrement des courriers sur son service de messagerie Gmail. Avec les chercheurs Sid Stamm et Dan Kaminsky, Soghoian est à l'origine du projet Do Not Track, dont le but est de signaler la volonté de l'usager de refuser la publicité ciblée. Il cîte Philip Zimmermann, le créateur du logiciel de chiffrement et de déchiffrement cryptographique Pretty Good Privacy (PGP), parmi ses maître à penser.
En 2009, Christopher Soghoian est conseiller pour la Federal Trade Commission (FTC). Depuis 2012, il est employé par l'Union américaine pour les libertés civiles (ACLU) en tant qu'analyste du projet « liberté d'expression, respect de la vie privée et technologie » (Speech, Privacy and Technology Project).